# Bernardo Igarzábal
Bernardo Igarzábal (Buenos Aires, 25 de marzo de 1778 - Santa Fe, 9 de diciembre de 1828) fue un político argentino. Fue miembro del Congreso Constituyente convocado en 1824 que dio sanción a la Constitución Argentina de 1826.

## Biografía
Bernardo Braulio Igarzábal Nieto nació en la ciudad de Buenos Aires el 25 de marzo de 1778, era hijo de Pedro de Igarzábal y María Martina Nieto. 
Más tarde se afincó en la ciudad de Corrientes. Fue elegido como representante por la provincia de Corrientes ante el Congreso Constituyente de 1824.
Siguiendo las instrucciones de su legislatura votó con la minoría contra la aprobación de la Constitución Argentina de 1826 en razón fundamentalmente de su artículo 7º que establecía la forma de gobierno unitaria.
Reunida nuevamente la convención en la ciudad de Santa Fe, el 1 de julio de 1828 fue nuevamente elegido diputado por la Sala de Representantes de la provincia.
Igarzábal presentó sus poderes el 26 de agosto de 1828 e integró la comisión de poderes hasta que el 25 de septiembre renunció al admitirse al representante de Misiones.
Falleció en Santa Fe el 9 de diciembre de 1828. En homenaje a Bernardo Igarzábal, «cuya muerte se atribuía a disgustos tenidos en discusiones con otros colegas por asuntos referentes a la convención», en la sesión del 19 de diciembre de 1828, los representantes a la Convención le decretaron honores. Fue reemplazado en la Convención por Juan Mateo Arriola.
Había casado con Catalina Fernández Blanco, con quien tuvo al menos un hijo, Pedro Igarzábal Fernández Blanco (1816-1871), quien sería diputado nacional por Corrientes entre 1854 y 1856.